# Eric Avery
Eric Avery (Los Angeles, 25 aprile 1965) è un bassista statunitense.

## Carriera
Ha fatto parte dei Jane's Addiction dal 1987 al 1991.
Per problemi con il cantante e leader della band Perry Farrell si è ritirato dalla band, già sfaldata per problemi interni, dopo aver registrato Ritual de lo habitual (1990).
Nel Relapse Tour del 1997, Eric viene sostituito da Flea, bassista dei Red Hot Chili Peppers.
I fan dei Jane's considerano le linee di basso di Eric il vero motore dei Jane's Addiction.
Nel 1994 insieme, a Dave Navarro, fonda i Deconstruction e, successivamente, i Polar Bear.
Nel 2008 ha pubblicato il primo lavoro solista dal titolo Help Wanted.
Nello stesso anno è tornato a suonare dopo 17 anni con i Jane's agli NME Awards, smentendo però ogni voce circa la possibilità di una riunione per comporre un nuovo album.
Nel 2013 entra a far parte della formazione dei Nine Inch Nails. Successivamente, decide di lasciare la band alle soglie del nuovo tour mondiale per concentrarsi sulla sua vita musicale a Los Angeles.
Dal 2005 entra nella formazione dei Garbage, partecipando ad ogni loro tour.

## Discografia

### Jane's Addiction
- 1987 - Jane's Addiction
- 1988 - Nothing's Shocking
- 1990 - Ritual de lo habitual
- 1991 - Live and Rare (raccolta)
- 1997 - Kettle Whistle (raccolta)
- 2006 - Up from the Catacombs (raccolta)
- 2009 - A Cabinet of Curiosities (Box set)
- 2009 - NINJA 2009 Tour Sampler

### Deconstruction
- 1994 - Deconstruction

### Polar Bear
- 1996 - Self-titled 12"
- 1997 - Chewing Gum EP
- 1999 - Why Something Instead of Nothing?

### Solista
- 2008 - Help Wanted
- 2013 - Life.Time.